# 中西元男
中西元男（1938年—）是一位日本企业家，管理咨询师，主要研究企业识别。

## 生平
1938年出生于日本兵库县神户市，1964年毕业于早稻田大学第一文学系美术专业，艺术系硕士肄业。1968年成立咨询公司PAOS，1980年成立纽约分所，1985年成立波士顿分所，1995年成立北京分所，1997年成立上海分所，1998年成立中西元男事务所。2000年设立WGO公司并担任董事长。2004年至2008年3月担任早稻田大学客座教授，2010年担任复旦大学客座教授。2018年被选为东方设计大学荣誉教授。